# The Sound (album Stray Kids)
The Sound – pierwszy japoński album studyjny południowokoreańskiej grupy Stray Kids, wydany 22 lutego 2023 roku przez wytwórnię Epic Records Japan. Płytę promował główny singel „The Sound”.

## Tło wydania
Po premierze japońskiej wersji utworu „Case 143” 15 grudnia 2022 roku, Stray Kids po raz pierwszy ogłosili debiutancki japoński album studyjny za pośrednictwem zwiastuna 23 grudnia 2022 roku, zaplanowanego na wydanie 22 lutego w przyszłym roku. Album był dostępny w przedsprzedaży tego samego dnia i dostępny w czterech edycjach: limitowanej A (CD + Blu-ray), limitowanej B (CD + SpecialZine), regularnej oraz ośmiu limitowanych edycjach indywidualnych z różnymi okładkami. Tytuł albumu, The Sound, wraz z listą utworów, głównymi zdjęciami promocyjnymi i okładkami każdej edycji, został ujawniony 16 stycznia 2023 roku. Główny zwiastun został opublikowany 25 stycznia. Oryginalny utwór „The Sound” został wydany 28 stycznia, a później „There” jako singiel promocyjny 15 lutego.

## Muzyka i teksty
Album składa się z dziesięciu utworów, w tym sześciu oryginalnych japońskich piosenek oraz czterech wcześniejszych wydań nagranych w języku japońskim: „Case 143” i „Chill” z minialbumu Maxident (2022) oraz podwójnego singla „Scars” i japońskiej wersji utworu „Thunderous”. Edycja FC Limited dodatkowo zawiera instrumentalną wersję tytułowego utworu. 3Racha, wewnętrzny zespół produkcyjny składający się z członków Stray Kids: Bang Chana, Changbina i Hana, jest autorem i producentem większości utworów na albumie. Dodatkowo, członkowie Hyunjin i Seungmin również brali udział w pisaniu odpowiednio „DLMLU” i „Novel”.
Album rozpoczyna się tytułowym utworem „The Sound”, który przedstawia pewność siebie i postawę grupy wobec ich muzyki. „Battle Ground” pokazuje „ich entuzjazm i determinację do przetrwania w świecie muzyki”. „Lost Me” to „poruszająca” ballada o samotności bez ukochanej osoby. „DLMLU” oznacza „Don’t Let Me Love You” i wyraża uczucie „rozstania się”. „Novel” przedstawia wyobraźnię „słodkiej miłości w powieści lub dramacie” oraz „uczucie zakochania”. Ostatni utwór „There” to „poruszająca” i „smutna” ballada o zakończeniu miłości. Opisana przez członków, jest drugą częścią utworu „Your Eyes” z ich poprzedniego minialbumu Circus (2022).

## Promocja
Aby uczcić premierę, Stray Kids nawiązali współpracę z Shibuya 109 w ramach kampanii z okazji Walentynek i Białego Dnia, dekorując ten dom towarowy oraz otwierając sklep tymczasowy w Tokio i Osace w lutym i marcu 2023 roku. Grupa współpracowała również ze Spotify Japan w ramach rajdu ze znaczkami, aby wziąć udział w specjalnej wystawie pop-up w Magnet by Shibuya109 w tygodniu daty premiery, oraz z FamilyMart w celu wydania limitowanych produktów. Stray Kids pojawili się na okładkach i udzielili wywiadów dla magazynów Nylon Japan i Aera. W dniu premiery zespół zorganizował przedpremierowe wydarzenie na żywo, aby przedstawić album. 5 marca Stray Kids pojawili się w programie rozrywkowym Nippon TV, Gyōretsu no Dekiru Sōdansho, gdzie zaskoczyli japońskiego aktora Rihito Itagakiego, rozbijając piankowe ściany.
Stray Kids po raz pierwszy wykonali utwór „The Sound” w Music Station 27 stycznia 2023 roku, a także na Buzz Rhythm 02 17 lutego. Grupa pojawiła się na kanale YouTube, The First Take, gdzie wystąpili w re-aranżowanej japońskiej wersji utworu „Case 143” oraz „Lost Me” odpowiednio 24 lutego i 8 marca. Zespół zorganizował dodatkowe koncerty w ramach Maniac World Tour w Japonii 11–12 lutego w Saitama Super Arena oraz 25–26 lutego w Kyocera Dome Osaka. Na tych koncertach wykonali tytułowy utwór oraz japońską wersję „Case 143” z albumu.

## Odbiór komercyjny
Według danych Oricon, album The Sound sprzedał się w liczbie 250,422 kopii 21 lutego 2023 roku, w dniu premiery. W pierwszym tygodniu sprzedaży album osiągnął wynik 378,000 kopii, debiutując na pierwszym miejscu na liście Albumów tygodniowych datowanej na 6 marca 2023 roku. Przebił tym samym sprzedaż poprzedniego wydawnictwa Circus, które osiągnęło wynik 132,000 kopii, i stał się pierwszym numerem jeden zespołu Stray Kids oraz albumem z największą sprzedażą fizyczną w Japonii. Album zadebiutował również na szczycie listy Combined Albums Chart oraz na miesięcznej liście Albums Chart.
Początkowo Billboard Japan podał, że album The Sound sprzedał się w liczbie 354 746 egzemplarzy fizycznych oraz 1 006 pobrań w okresie od 20 do 22 lutego. Album zadebiutował jako numer jeden na liście Billboard Japan Hot Albums, zarabiając 450 808 egzemplarzy fizycznych, debiutując na szczycie Top Albums Sales. Dodatkowo, album osiągnął wynik 1 434 sprzedaży cyfrowej, zajmując drugie miejsce na liście Download Albums. 10 marca The Sound otrzymał certyfikat złotej płyty przyznany przez Recording Industry Association of Japan (RIAJ), a w kolejnym miesiącu uzyskał podwójną platynę.

## Lista utworów
| CD  | CD                              | CD                                                                      | CD                                                                                 | CD                                | CD      |
| Nr  | Tytuł utworu                    | Tekst                                                                   | Kompozycja                                                                         | Aranżacja                         | Długość |
| --- | ------------------------------- | ----------------------------------------------------------------------- | ---------------------------------------------------------------------------------- | --------------------------------- | ------- |
| 1.  | „The Sound”                     | Bang Chan (3Racha), Changbin (3Racha), Han (3Racha), D&H (Purple Night) | Bang Chan, Changbin, Han, Zack Djurich, Kyle Reynolds                              | Djurich, Reynolds, Bang Chan      | 3:00    |
| 2.  | „Battle Ground”                 | Bang Chan, Changbin, Han, KM-Markit                                     | Bang Chan, Changbin, Han, Frants                                                   | Bang Chan, Frants                 | 3:33    |
| 3.  | „Lost Me”                       | Changbin, Sunny Boy                                                     | Changbin, Bang Chan, Versachoi                                                     | Bang Chan, Versachoi              | 3:09    |
| 4.  | „DLMLU”                         | Hyunjin, Yohei                                                          | Hyunjin, Bang Chan, Versachoi                                                      | Bang Chan, Versachoi              | 3:14    |
| 5.  | „Novel”                         | Seungmin, KM-Markit                                                     | Seungmin, Bang Chan, Nickko Young                                                  | Bang Chan, Nickko Young           | 3:08    |
| 6.  | „Case 143” (Japanese version)   | Bang Chan, Changbin, Han, KM-Markit                                     | Bang Chan, Changbin, Han, Raphael (Producing Lab), Daviid (3scape), Yosia (3scape) | Raphael, Daviid, Yosia, Bang Chan | 3:13    |
| 7.  | „Chill” (Japanese version)      | Han, KM-Markit                                                          | Han, Bang Chan                                                                     | Versachoi, Bang Chan              | 3:18    |
| 8.  | „Scars”                         | Bang Chan, Changbin, Han, KM-Markit                                     | Armadillo, Bang Chan, Changbin, Han                                                | Bang Chan, Versachoi              | 3:19    |
| 9.  | „Thunderous” (Japanese version) | Bang Chan, Changbin, Han, KM-Markit                                     | Bang Chan, Changbin, Han, HotSauce                                                 | HotSauce, Bang Chan               | 3:04    |
| 10. | „There”                         | Changbin, Bang Chan, KM-Markit                                          | Changbin, Bang Chan, Jun2                                                          | Jun2, Bang Chan                   | 3:35    |

## Notowania
| Lista                                 | Pozycja | Źr.    |
| ------------------------------------- | ------- | ------ |
| Hungarian Albums (MAHASZ)             | 13      | [ 39 ] |
| Japanese Albums (Oricon)              | 1       | [ 40 ] |
| Japanese Combined Albums (Oricon)     | 1       | [ 41 ] |
| Japanese Hot Albums (Billboard Japan) | 1       | [ 42 ] |
| UK Album Downloads (OCC)              | 87      | [ 43 ] |